# Santa Cruz de la Salceda
Santa Cruz de la Salceda község Spanyolországban, Burgos tartományban. Santa Cruz de la Salceda Castillejo de Robledo, Maderuelo, Montejo de la Vega de la Serrezuela, Fuentelcésped, Fresnillo de las Dueñas és Vadocondes községekkel határos. Lakosainak száma 134 fő (2024).

## Népesség
A település népessége az utóbbi években az alábbiak szerint változott:
| Lakosok száma | 184  | 178  | 179  | 170  | 172  | 163  | 139  | 145  | 132  | 134  |
|               | 2001 | 2004 | 2006 | 2009 | 2011 | 2014 | 2016 | 2019 | 2021 | 2024 |